# Zamrock
Zamrock är en musikgenre som uppstod i 70-talets Zambia efter landets befrielse år 1964. President Kenneth Kaunda stiftade en lag som ansåg att 95% av all musik på zambisk radiostation skulle vara av zambiskt ursprung. Den har beskrivits som en fusion av traditionell afrikansk musik och psykedelisk rock, garagerock, hårdrock, blues och funk, med influenser från populära band som Black Sabbath, Blue Cheer, Rolling Stones, Deep Purple och Cream. 
Rockmusikern Rikki Ililonga och hans band Musi-O-Tunya anses allmänt vara uppfinnarna av musikstilen. Andra betydelsefulla artister inkluderar WITCH,  The Peace, Amanaz, Chrissy "Zebby" Tembo och Paul Ngozi med Ngozi Family.
Även om det inte längre är lika populärt i landet som det en gång var på grund av Zambias ekonomiska svårigheter i slutet av 1970-talet, har Zamrock nyligen sett en återuppgång, ledd av den tidigare WITCH-medlemmen Emmanuel Chanda, mer känd som Jagari.